# Terreno de Concordia
El Terreno de Concordia (en catalán: Terreny de Concòrdia) es un territorio disputado históricamente por las parroquias andorranas de Canillo y Encamp.
Se encuentra situado entre el valle del Alta Valira, en la parroquia de Canillo, y el de los Cortals, en la parroquia de Encamp. La superficie total del terreno es de 15,6 km². Su cima más alta es la “tosa” de Encampadana, con 2.476 m s. n. m.

## Origen y resolución del conflicto
La importancia de disponer de buenas tierras de pasto ha provocado enfrentamientos entre los vecinos de las dos parroquias desde 1672. Un acuerdo declaraba el terreno indivisible y de explotación común, fijándose los límites del mismo con un conjunto de cruces de término.
El conflicto se reavivó recientemente debido a su idoneidad para la ampliación de las pistas de esquí de las estaciones de Soldeu-el Tarter, perteneciente a Canillo, y de Pas de la Casa-Grau Roig, correspondiente a Encamp. Después de diversas disputas judiciales, finalmente una sentencia de noviembre de 2000 adjudicó su propiedad a la parroquia de Encamp, si bien mantiene su condición tradicional de terreno indivisible. 
A pesar de la sentencia judicial, las disputas no han finalizado. Las dos estaciones de esquí se han unido para formar Grandvalira, pero la empresa explotadora de la parte de Pas de la Casa-Grau Roig entiende que el territorio se encuentra dentro de su concesión. El común de Encamp mantiene que no cabe ninguna concesión después de la sentencia y el de Canillo que la condición de terreno indivisible no permite una concesión para su explotación privada.
- Datos: Q24849